# 축산중학교
축산중학교(丑山中學校)는 대한민국 경상북도 영덕군 축산면 도곡리에 있는 공립 중학교이다.

## 학교 연혁
- 1973년 6월 18일 : 축산중학교 설립 인가(12학급)
- 1974년 3월 1일 : 초대 오달수 교장 취임
- 1974년 3월 6일 : 제1회 1학년 입학
- 1974년 4월 12일 : 개교
- 1977년 1월 13일 : 제1회 졸업(205명)
- 2001년 3월 1일 : 3학급 편성
- 2003년 10월 20일 : 학교도서관 개관, 과학실 현대화 사업
- 2015년 10월 30일 : 경상북도교육청 지정 시범학교 (기초학력 신장)
- 2016년 10월 31일 : 경상북도 자원봉사 2016모범학교 선정
- 2024년 1월 5일 : 제48회 졸업(5명 졸업, 졸업생 총수 46,122명)
- 2024년 3월 1일 : 제20대 김종태 교장 취임
- 2024년 3월 4일 : 2024학년도 입학식(4명 입학)

## 참고 자료
- 축산중학교 - 한국교육학술정보원 학교알리미